# Xe tăng hành trình

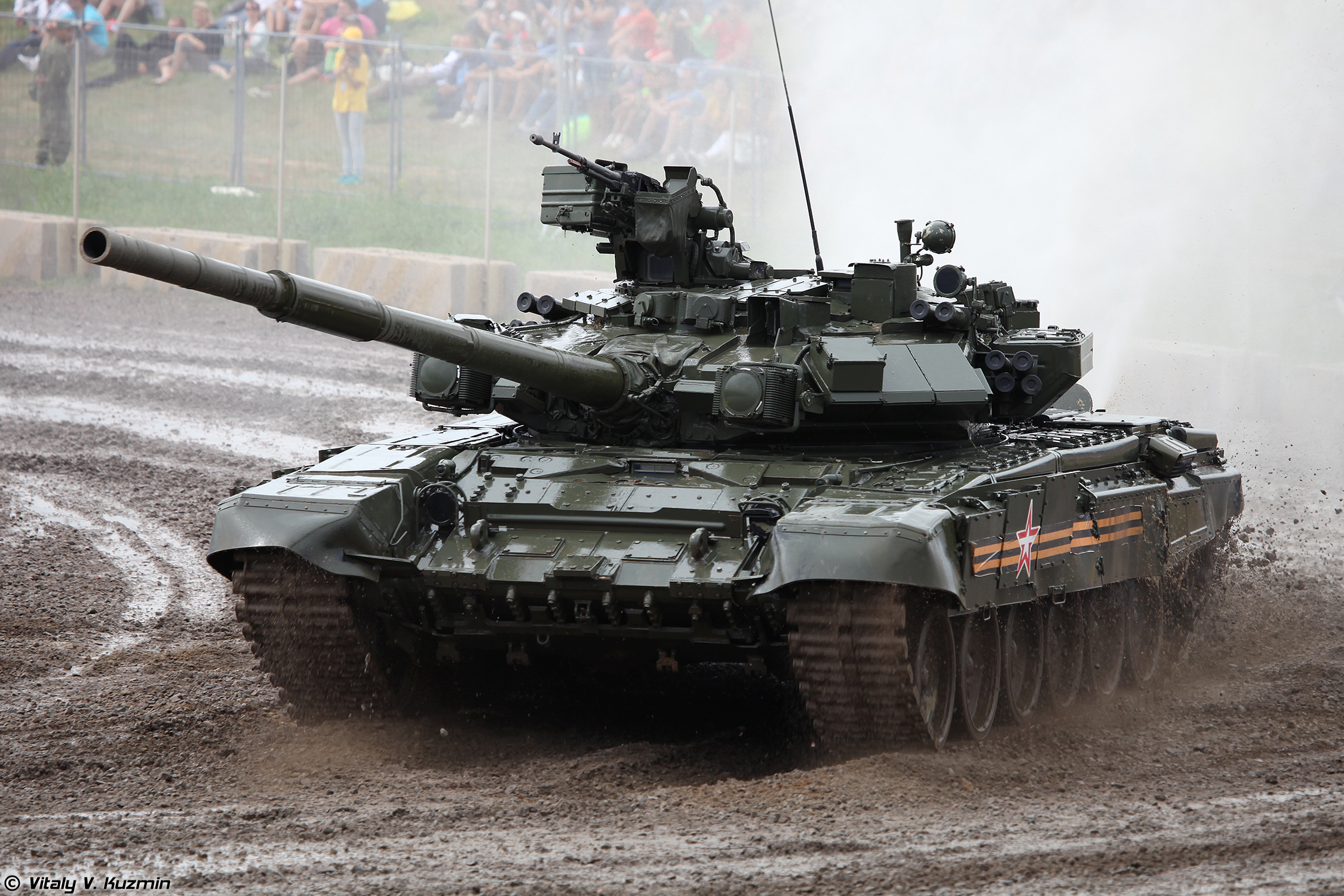
Một chiếc xe tăng hành trình

Các xe tăng hành trình (tiếng Anh: cruiser tank), còn gọi là xe tăng kỵ binh hoặc xe tăng cơ động, xe tăng trinh sát, xe tăng tuần sát (tuần tra, trinh sát), là một khái niệm xe tăng của Anh của thời kỳ hậu Thế chiến thứ nhất. Khái niệm này là động lực thúc đẩy một số thiết kế xe tăng đã chứng kiến hoạt động trong Thế chiến thứ hai.

## Sử dụng

### Tại Vương quốc Anh
Trong sử dụng của Anh, xe tăng trinh sát được hình thành một phần của một học thuyết về kết hợp "xe tăng" với "bộ binh". Xe tăng trinh sát được dự định phải nhanh chóng và di động, và hoạt động độc lập khỏi bộ binh di chuyển chậm và xe tăng hạng nặng. Một khi khoảng cách đã được chọc thủng ở phía trước kẻ thù, xe tăng trinh sát sẽ thâm nhập vào phía sau, tấn công các tuyến tiếp tế và liên lạc. Xe tăng trinh sát được thiết kế để được sử dụng theo cách tương tự như kỵ binh trong thời kỳ hoàng kim của kỵ binh và do đó tốc độ là một yếu tố quan trọng, và để đạt được thiết kế xe tăng trinh sát ban đầu được bọc thép nhẹ và vũ trang.
Điều này nhấn mạnh vào sự không cân bằng trong các thiết kế của người Anh, sự chú ý không đầy đủ đã trong việc tăng cường bảo vệ giáp. Vào thời điểm đó chưa ai hiểu rõ rằng các phương tiện bọc thép nhẹ sẽ khó sống sót trên chiến trường. Một vấn đề thậm chí còn lớn hơn đối với hầu hết các xe tăng trinh sát có nòng súng chính nhỏ. Hầu hết các xe tăng trinh sát được trang bị với súng QF two-Pounder 40 mm. Súng này có thể xuyên thủng lớp giáp dầy, nhưng không được trang bị lượng thuốc nổ cao. Điều này làm cho các xe tăng trinh sát dễ bị tổn thương với súng chống tăng. Tuy nhiên, chiến đấu với xe tăng đối phương là một phần vai trò của xe tăng trinh sát, và là những xe tăng đầu tiên được nâng cấp lên với súng six-Pounder 57 mm khi nó được đưa vào sử dụng, và rất nhiều nỗ lực đã được đưa vào việc phát triển xe tăng trinh sát (mặc dù phải thừa nhận là không thành công, chẳng hạn như với xe tăng Cromwell-được trang bị súng QF seventeen-Pounder 76 mm). Trớ trêu thay, mặc dù với sự nhấn mạnh vào tính di động cao, hầu hết xe tăng trinh sát đã gặp khó khăn do hệ thống cơ khí không đáng tin cậy, đáng chú ý nhất là dòng xe tăng Crusader trong Chiến dịch Bắc Phi. Vấn đề này thường gây ra bởi sự thiếu sót trong quá trình phát triển và không hoàn toàn giải quyết cho đến khi của dòng xe tăng Cromwell được ra mắt năm 1944, với động cơ Meteor Rolls-Royce mạnh mẽ, đáng tin cậy.

## Lịch sử

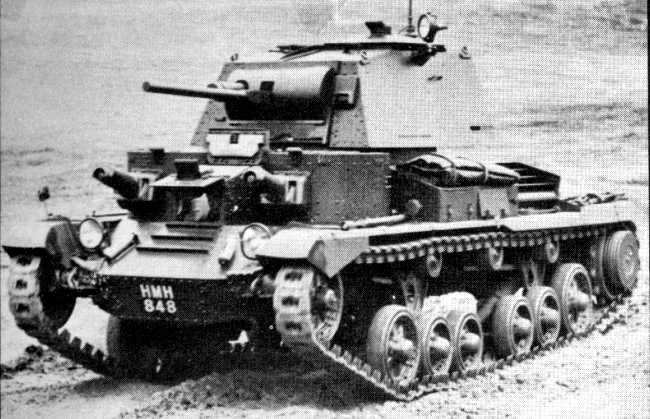
Một chiếc xe tăng MK1 Crusher

Trong năm 1936, Văn phòng chiến tranh của Anh thiết kế hai loại xe tăng khác nhau cho sự phát triển quân sự trong tương lai: xe tăng bọc thép được sử dụng trong hợp tác chặt chẽ với bộ binh trong các cuộc tấn công, và xe tăng trinh sát được thiết kế để chọc sâu vào lãnh thổ kẻ thù.
Năm 1934, Sir John Carden của Vickers-Armstrong đã sản xuất một loại xe tăng hạng trung kiểu mới, A9, sau đó đã được thiết kế dòng xe tăng Mark I. Cruiser kết hợp những tính năng tốt nhất của xe tăng hạng nhẹ Mk III trước đây, và đã được thiết kế nhẹ hơn và được trang bị một động cơ xăng mang tính thương mại. Nguyên mẫu đã được thử nghiệm trong năm 1936 và nó đã đi vào sản xuất vào năm sau như là một thiết kế tạm thời cho đến khi xuất hiện thiết kế hệ thống giảm xóc Christie được thiết kế bởi nhà phát minh Mỹ J. Walter Christie. Năm 1937 và 1938, có 125 mẫu về các A9. Những kinh nghiệm trong chiến đấu từ Trận chiến nước Pháp vào năm 1940 đã tiết lộ một số thiếu sót, bao gồm cả lớp giáp không đầy đủ và thiếu không gian cho tổ lái, nhưng nó vẫn được coi là hữu ích trong sa mạc phương Tây vào năm 1941.
Theo dõi A9, các A10, cũng được thiết kế bởi Carden. Thiết kế một chiếc xe tăng như "tàu tuần dương hạng nặng", nó được đưa vào sản xuất trong tháng 7 năm 1938. Nó giống như Mc Cruiser I, nhưng có lớp giáp nặng hơn, và là một trong những chiếc xe tăng Anh đầu tiên với lớp giáp đặt cách nhau và là xe tăng đầu tiên được trang bị súng máy Besa. Tổng cộng có chiếc 175 Mk II được sản xuất tháng 9 năm 1940 và hoạt động ở Pháp, Bắc Phi và Hy Lạp.
Đơn đặt hàng cho Mk I và Mk II Cruisers đã được hạn chế, kể từ khi quân đội Anh đã quyết định sản xuất một chiếc xe tăng trinh sát tốt hơn và nhanh hơn mà có thể kết hợp không sử dụng hệ thống giảm xóc Christie và có giáp tốt hơn.
Năm 1936, tướng Martel, người đi tiên phong trong thiết kế xe tăng đã xuất bản tác phẩm về chiến tranh bọc thép và đi tiên phong trong việc phát minh ra giáp bọc hạng nhẹ "tankette" để tăng cường tính di động của bộ binh, đã trở thành Trợ lý Giám đốc Cơ khí tại Văn phòng chiến tranh. Cuối năm đó, Martel đã chứng kiến các cuộc biểu dương của thiết kế xe tăng Liên Xô bao gồm cả xe tăng BT, đã bị ảnh hưởng bởi tác phẩm của Christie. Ông kêu gọi thông qua một chiếc xe tăng sẽ sử dụng hệ thống giảm xóc Christie và cũng có thể thực hành bằng cách sử dụng một động cơ máy bay nhẹ như động cơ Liberty hoặc Napier Lion. Chính phủ có thẩm quyền mua và cấp giấy phép của một thiết kế Christie thông qua Tổ chức Nuffield.
Xe tăng này rất thô sơ và quá nhỏ để sử dụng bởi người Anh, nhưng việc sử dụng hệ thống Christie là rất hiệu quả và điều này trở thành cơ sở của Mc Cruiser III (A13). Sau thử nghiệm hai nguyên mẫu, các A13 được lệnh vào sản xuất và một tổng số 65 chiếc được sản xuất. Mk III nặng 31.400 pound (14.200 kg), gồm một tổ lái 4 người, một động cơ 340 mã lực và đã có một tốc độ tối đa 30 dặm một giờ (48 km/h), được trang bị một khẩu súng two-Pounder và một khẩu súng máy. Tuy nhiên, khi nó được đưa vào hoạt động vào năm 1937, quân đội vẫn còn thiếu một bộ phận xe tăng chính thức.
Cruiser Mk IV (A13 Mk II) là một phiên bản bọc thép của các Mk III.

### Thế chiến thứ hai
Trong thời gian đầu của Thế chiến thứ hai, dòng xe tăng Crusader có lẽ là xe tăng trinh sát nổi tiếng nhất, lần đầu tiên được sử dụng vào giữa năm 1941 và sau đó được sử dụng với số lượng lớn trong Chiến dịch Sa mạc phương Tây. Những chiếc Covenanter đương đại đã có vấn đề độ tin cậy và được giữ lại trong Vương quốc Anh để sử dụng trong việc đào tạo.
Những chiếc Cavalier Centaur và Cromwell đã kế thừa những đặc tính của Covenanter và Crusader. Dự định được sản xuất bởi năm 1942, nhưng dự án đã bị trì hoãn và Crusader được nâng cấp như là một biện pháp tạm thời. Cavalier là một phát triển của Crusader. Centaur và Cromwell là một thiết kế thay thế bằng cách sử dụng các công cụ tương tự như Cavalier và động cơ Rolls-Royce Meteor mới.
Centaur và Cromwell hoạt động đầu tiên ở Normandy. Xe tăng Comet là một sự phát triển của Cromwell bằng cách sử dụng một khẩu súng seventeen-Pounder đã được cải tiến vào đầu năm 1945. Ở thời điểm này, trong chiến tranh, hỏa lực và giáp bảo vệ của các xe tăng trinh sát làm cho họ không thể phân biệt từ các xe tăng hạng trung.
Trong chiến tranh, công nghệ cải tiến cho phép xe tăng hạng nặng đạt được tốc độ xấp xỉ với xe tăng trinh sát, và khái niệm đã trở thành lỗi thời. Dòng xe cuối cùng dạng này là xe tăng Centurion. Centurion được thiết kế để đáp ứng tiêu chí của xe tăng trinh sát hạng nặng bằng cách kết hợp tính cơ động của một chiếc xe tăng trinh sát và lớp giáp của xe tăng bộ binh. Ý tưởng này, cùng với xe tăng Centurion, sau đó phát triển thành khái niệm "Universal tank", một thiết kế duy nhất có thể làm tất cả các nhiệm vụ và mục tiêu. Cuối cùng, xe tăng Centurion vượt lên nguồn gốc xe tăng trinh sát của nó và trở thành xe tăng chiến đấu chủ lực hiện đại đầu tiên của Anh.
Khái niệm tăng trinh sát cũng được sử dụng bởi Liên Xô vào những năm 1930, như được minh chứng bằng loạt xe tăng BT của Nga